# Église Saint-Pierre de Montlivault
Pour les articles homonymes, voir Église Saint-Pierre.
L'église Saint-Pierre est une église catholique située à Montlivault, en France.

## Localisation
L'église est située dans le département français de Loir-et-Cher, sur la commune de Montlivault.

## Historique
L'édifice est inscrit au titre des monuments historiques en 1948 et 2010.
Monument du XIIe siècle comprenant une nef simple, un chœur fortement désaxé vers le sud couvert d'une voûte en berceau (restaurée) et une abside semi-circulaire voûtée en cul de four. Toute l'église a été flanquée au sud aux XVe et XVIe siècles d'un bas côté à cinq travées couvertes de voûtes d'ogives.
L'édifice comporte à l'ouest un important clocher dont le portail date de la fin du XVe siècle. Lors de la restauration intérieure, des peintures murales du XVe siècle ont été découvertes. Un panneau représente une trinité, un autre la dernière messe de saint Denis. L'église est inscrite dans son intégralité depuis le 18 avril 2010.